# Tricholabus limitaris
Tricholabus limitaris là một loài tò vò trong họ Ichneumonidae.